# Instrumentos de vuelo

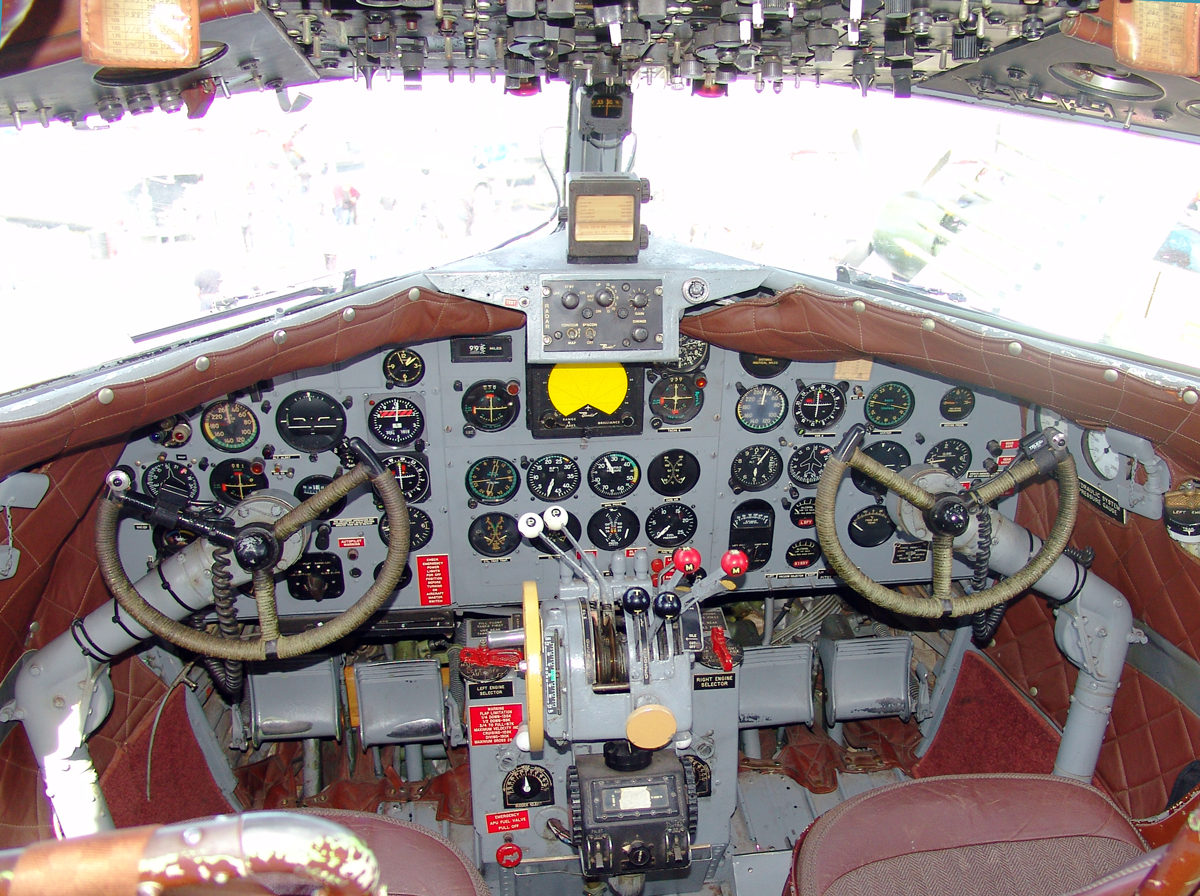
Cabina de un Douglas DC-3 donde se pueden ver los instrumentos de vuelo.

Se denomina instrumentos de vuelo al conjunto de mecanismos que equipan una aeronave y que permiten al piloto una operación de vuelo en condiciones seguras. Dependiendo de su tamaño o grado de sofisticación, una aeronave puede contar con un número variable de instrumentos. Se pueden clasificar en tres grupos básicos: de pilotaje, de control de motor y de navegación.

## Instrumentos de control
Son los instrumentos más básicos y cuyo control ha de ser más frecuente por parte del piloto. Por su orden de relevancia para el vuelo seguro los más importantes son:

### Anemómetro

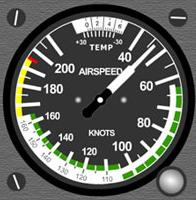
Indicador de velocidad aerodinámica. En verde velocidades normales de operación, en amarillo velocidades altas y en rojo máxima velocidad.

En aeronáutica el anemómetro es utilizado como velocímetro. Es el indicador de la velocidad relativa con respecto al aire. Como quiera que cada tipo de aeronave de ala fija posee una serie de velocidades características fundamentales para una operación segura de la misma, todas ellas incluidas dentro de la envolvente de vuelo. Destacan entre estas velocidades: la velocidad aerodinámica mínima velocidad de entrada en pérdida, Vs; la velocidad V1 de decisión de despegue; la velocidad máxima a no exceder, Vne; y la velocidad óptima o de máximo rendimiento, es decir la velocidad de crucero, Vcx. Viendo la necesidad de conocer en todo momento la velocidad de una forma precisa para poder trabajar con ellas se comprende la importancia de este instrumento. Su funcionamiento se basa en la comparación de dos presiones: la presión estática y la presión dinámica, captadas en puntos apropiados del aparato, mediante un sistema llamado pitot-estática.
El indicador de velocidad aerodinámica o anemómetro, mide la velocidad del avión expresada en nudos (kts), o bien en millas por hora (mph), con respecto a la masa de aire alrededor de la aeronave. Esto significa que si el avión se desplaza a 100 kts en una corriente de aire cuya componente según la dirección de vuelo es de 10 kts en el mismo sentido (viento de cola), la velocidad real respecto al suelo, o ground speed (GS), será de 100 + 10 = 110 kn. Del mismo modo, si el viento es de frente, el anemómetro indicara 100 kts pero la velocidad real respecto al suelo será de 90 kts, ya que habrá que restar la componente del aire.
El indicador de velocidad aerodinámica contiene arcos coloreados en los extremos junto con números que indican lo siguiente:
- Arco blanco: desde Vso hasta Vfe. Este arco blanco contiene las velocidades bajas o lentas del avión, indica las velocidades adecuadas a las que se puede operar con los flaps y su límite; si se mantienen los flaps extendidos y se rebasa el arco blanco, se podrían dañar.

- Arco verde: desde Vs1 hasta Vno. El arco verde contiene las velocidades de crucero del avión, son las velocidades en que suele mantenerse la mayor parte del vuelo. La relación velocidad/consumo es aceptable y en caso de turbulencias el avión no se daña.

- Arco amarillo: desde Vno hasta Vne. Este arco contiene las velocidades altas del avión: hay que tener bastante precaución, ya que solo se puede llegar a esta velocidad cuando no hay turbulencias. Tampoco se pueden realizar maniobras bruscas, porque existiría el riesgo de daño estructural.

- Línea roja: solo ocupa una marca (Vne). Esta línea representa la velocidad máxima que el avión puede soportar; no se debe llegar a esta velocidad, es el punto a partir del cual el fabricante, o la autoridad aérea competente para evaluar la aeronave, ha determinado que en ningún caso se puede garantizar la integridad del aparato. Técnicamente, en español se le llama «velocidad máxima permitida».[1]

Un error de este indicador puede resultar fatal. Para muestra bastan dos ejemplos:
- En 1996 el vuelo 301 de Birgenair, un Boeing 757, se estrelló en la República Dominicana. La causa del accidente fue el bloqueo del tubo Pitot, haciendo que las lecturas de velocidad, entre otras cosas, no concordaran. Murieron 170 personas. También en 1997 el Vuelo 2553 de Austral Líneas Aéreas, un DC-9, se estrelló en Fray Bentos, debido al congelamiento del tubo Pitot, haciendo también que las lecturas de velocidad, sean incorrectas.
- En 2009 el Vuelo AF 447, un Airbus 330, en el que según todos los datos disponibles antes y después de la recuperación de la caja negra los tubos Pitot sufrieron obstrucción por congelamiento.

### Altímetro

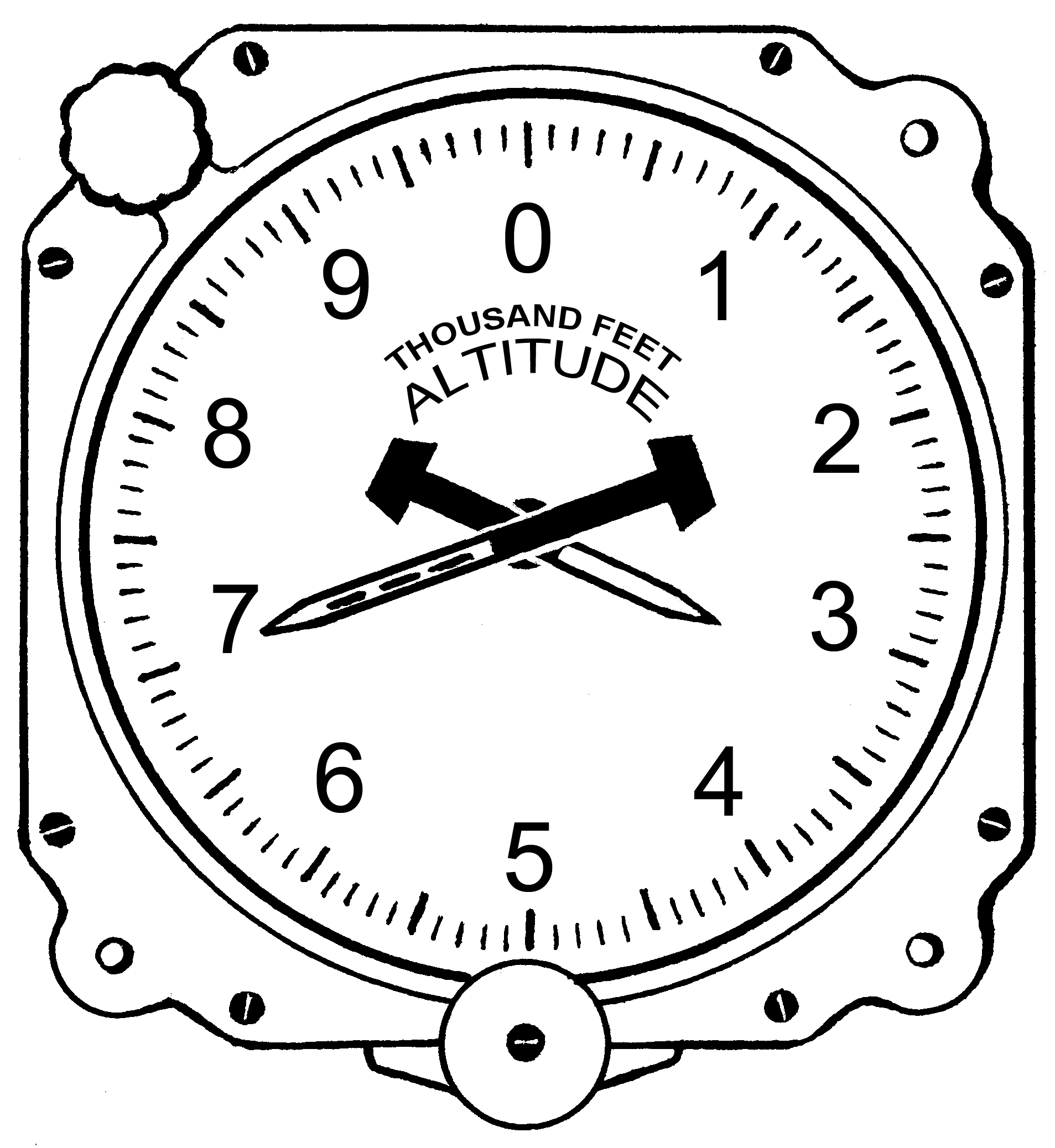
Altímetro de un avión. El de la imagen muestra una altitud de 3700 pies, unos 1125 metros.

El altímetro indica, en pies (ft, del inglés feet) o en metros, la lectura de la altitud relativa a un nivel de referencia dado al cual está volando el avión. En el altímetro hay dos agujas, ambas indicando: La pequeña los millares y la larga las centenas. Teniendo esto en cuenta, cuando la aguja pequeña se encuentre, por ejemplo, en los mil pies (1000 ft) y la larga en los 300 ft, se vuela a 1300 ft. Algunos aviones tienen una aguja más que indica las décimas, pero la mayoría de aviones ligeros tienen las dos agujas con forma de punta. Desde la introducción de la electrónica existen indicadores digitales, con numeración digital o simulando analógico con agujas.
La indicación del altímetro depende de que haya sido ajustado a la presión barométrica existente en la zona de vuelo, o bien con referencia a la elevación del aeródromo del que ha partido o al que se dirige. Básicamente, es un barómetro aneroide.
Si por alguna causa, el sistema estático pitot se daña o sufre algún desperfecto, en caso de emergencia, se puede romper el cristal del instrumento para tener una toma de presión estática directa.
Existe además, en los aviones de más tamaño y complejidad, un radio altímetro. Este es un aparato que se usa para determinar la altura sobre el terreno con una exactitud de centímetros, y su funcionamiento está basado en una onda de radar que se emite hacia abajo y vuelve reflejada al instrumento, cuyo procesador mide el tiempo transcurrido y, por consiguiente, la distancia recorrida por la onda de radio. Es tal su precisión que en los aviones grandes su indicación establece el punto en que el piloto manualmente, o los sistemas automáticos, inician la recogida, flare en inglés, inmediatamente previa al contacto con el suelo. Dando así la altura real del avión respecto a la superficie terrestre en ese momento.

### Indicador de velocidad vertical o variómetro (VSI)

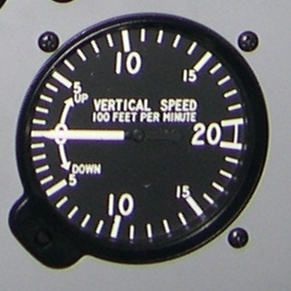
Variómetro mostrando la indicación de un vuelo sin variaciones de altura o reposo en tierra.

El indicador de velocidad vertical o varioaltímetro, abreviado VSI, indica si el avión está ascendiendo, descendiendo o va nivelado y la velocidad vertical a la que asciende o desciende generalmente en pies por minuto (ft/min), o bien metros por segundo (m/s). Si la manecilla indica cero, el vuelo está nivelado, si está por encima del cero entonces está ascendiendo y si está por abajo de cero, es que el avión desciende. A partir de esta información, se controlan los valores de la velocidad de ascenso y descenso. Ejemplo: UP 7 = ascenso a 700 ft/min, 0 = vuelo nivelado, 7 DOWN = descenso a 700 ft/min.
En el caso de los planeadores, que dependen en gran medida de las corrientes ascensionales (térmicas, de ladera o de onda) este variómetro suele ir duplicado, con diferentes escalas e incluso complementado con un variómetro de energía total o incluso un calculador de planeo.

### Coordinador de giro y viraje

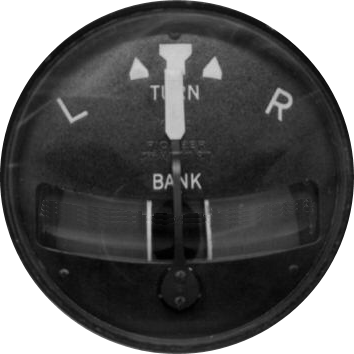
Indicador de viraje, conocido por turn and bank.

Coordinador de giro.

El coordinador de giro y, su antecesor, el inclinómetro (también llamado turn and bank, bola y bastón o indicador de giro y bancada) son dos instrumentos de vuelo integrados en un mismo cuadrante. 
El inclinómetro presenta una aguja que se desvía de la vertical al ritmo en que el eje longitudinal del avión va variando su orientación o rumbo. Su funcionamiento se basa en un giróscopo, y cuanto más inclinado esté más rápido es el giro. Lleva unas marcas de referencia, normalmente si la aguja está encima de una de ellas el giro es de 2 minutos por cada 360°. Adicionalmente hay una bola que desliza en un canal curvo transparente, que se desplaza por inercia. Si la bola está en el centro durante el viraje, este es llamado «coordinado». Si por el contrario la bola está a uno u otro lado, se dice, por ejemplo, que el viraje se hace «derrapando», es decir el morro del avión apunta hacia dentro del viraje, cuando la bola está hacia el exterior del mismo; y de la misma manera si la bola apunta hacia dentro del viraje, el viraje es «resbalado» es decir el morro del avión apunta hacia fuera del viraje. Otra utilización en los motores de hélice es la corrección del efecto del par motor de la hélice. La regla práctica durante el viraje es corregir con el mando de dirección (pedales) en sentido de «pisar la bola» hasta que vuelva al centro del conducto curvo.
En el coordinador de giro vemos en lugar del bastón una figura de un avión que nos indica el grado de inclinación de las alas. Debajo está el conducto curvo con la bola, formado por tres bloques, con la bola que se desliza por su interior en función del desplazamiento del eje longitudinal del avión. Si la bola se sitúa en el bloque del centro, el avión va girando «coordinado». Si la bola se pone en uno de los bloques 1 o 3, entonces el avión está en posición de «derrape», o bien con «deslizamiento».

### Horizonte artificial

Horizonte artificial indicando un giro a la derecha en descenso.

El horizonte artificial o AI (Attitude Indicator) muestra la orientación longitudinal y transversal de la aeronave (la relación de los ejes transversal y   longitudinal del avión con respecto al plano del suelo), es decir: si está girado, inclinado, con el morro levantado, bajado o todo a la vez. Sirve de gran ayuda en condiciones en que la visibilidad es poca o nula. El horizonte artificial tiene dos partes: el horizonte propiamente dicho, y el indicador de rumbo. El primero está compuesto por una región azul que representa el cielo, otra normalmente marrón que representa la superficie terrestre, una mira que representa el morro del avión, y varias marcas a su alrededor. Las marcas horizontales a ambos lados representan las alas, el plano de la aeronave, y su ángulo con el límite entre las regiones de cielo y superficie (el horizonte artificial), el ángulo de alabeo. Dispuestas verticalmente a intervalos regulares, hay marcas horizontales más pequeñas que representan ángulos concretos en el plano vertical, a intervalos de 5º, 10º, etc. Muestran el ángulo actual del eje longitudinal con el plano del suelo.
Su principio mecánico de funcionamiento es giroscópico.
Hasta aquí los instrumentos de vuelo de un avión que no llevase motor, como es el caso del  planeador  o velero

### Disposición en "T"

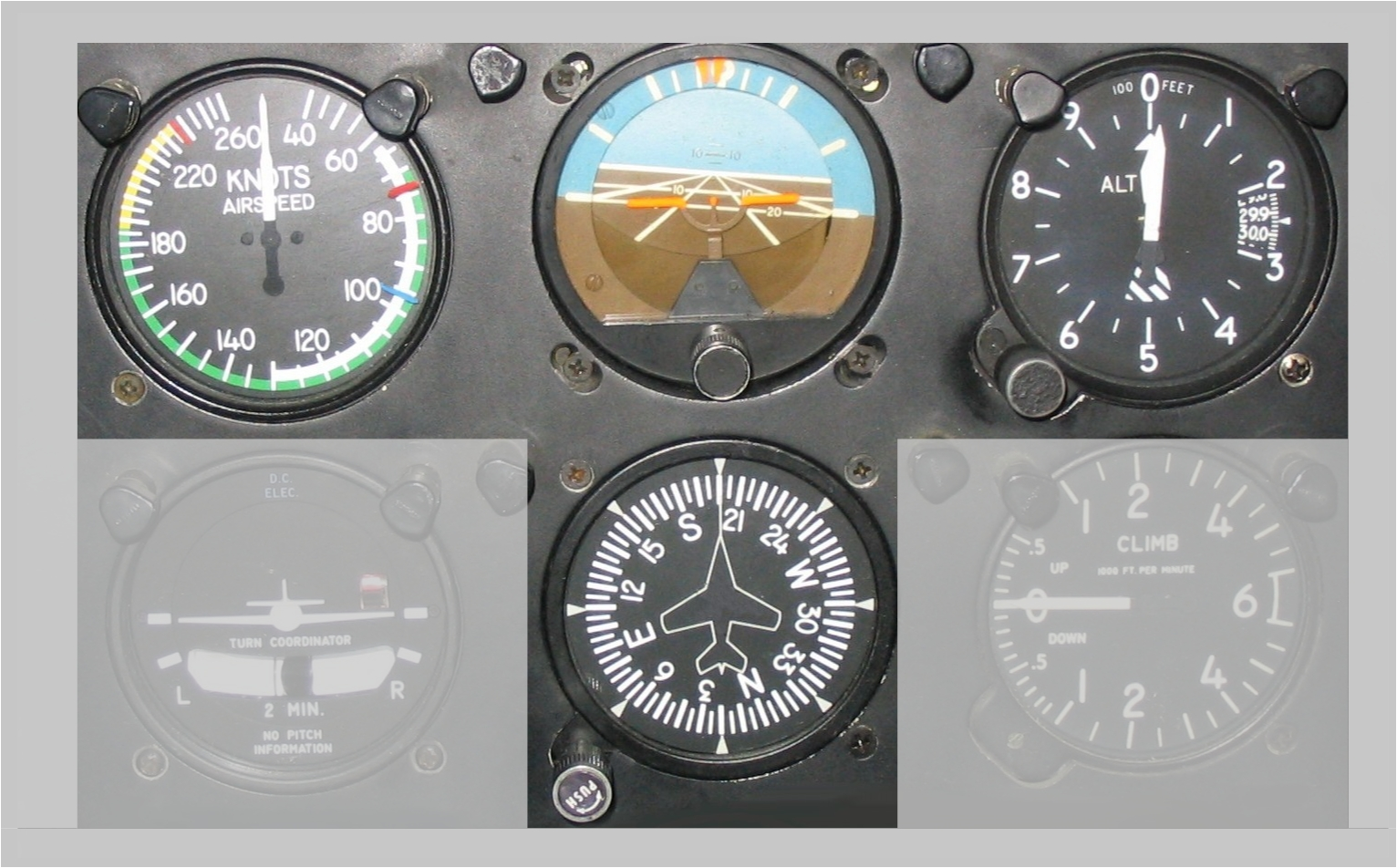
Disposición en "T" clásica de los 4 instrumentos de pilotaje básicos

Esta disposición estándar, en la cual el AI siempre está en el centro, la velocidad a la izquierda, la altitud a la derecha y el rumbo debajo, se diseño para facilitar a los pilotos la transición entre diferentes tipos de aeronaves.

## Instrumentos de control del motor
En el caso más frecuente de las aeronaves con motor, debido a la importancia para la seguridad de vuelo del mismo, existe toda una serie de instrumentos para garantizar su óptimo funcionamiento.

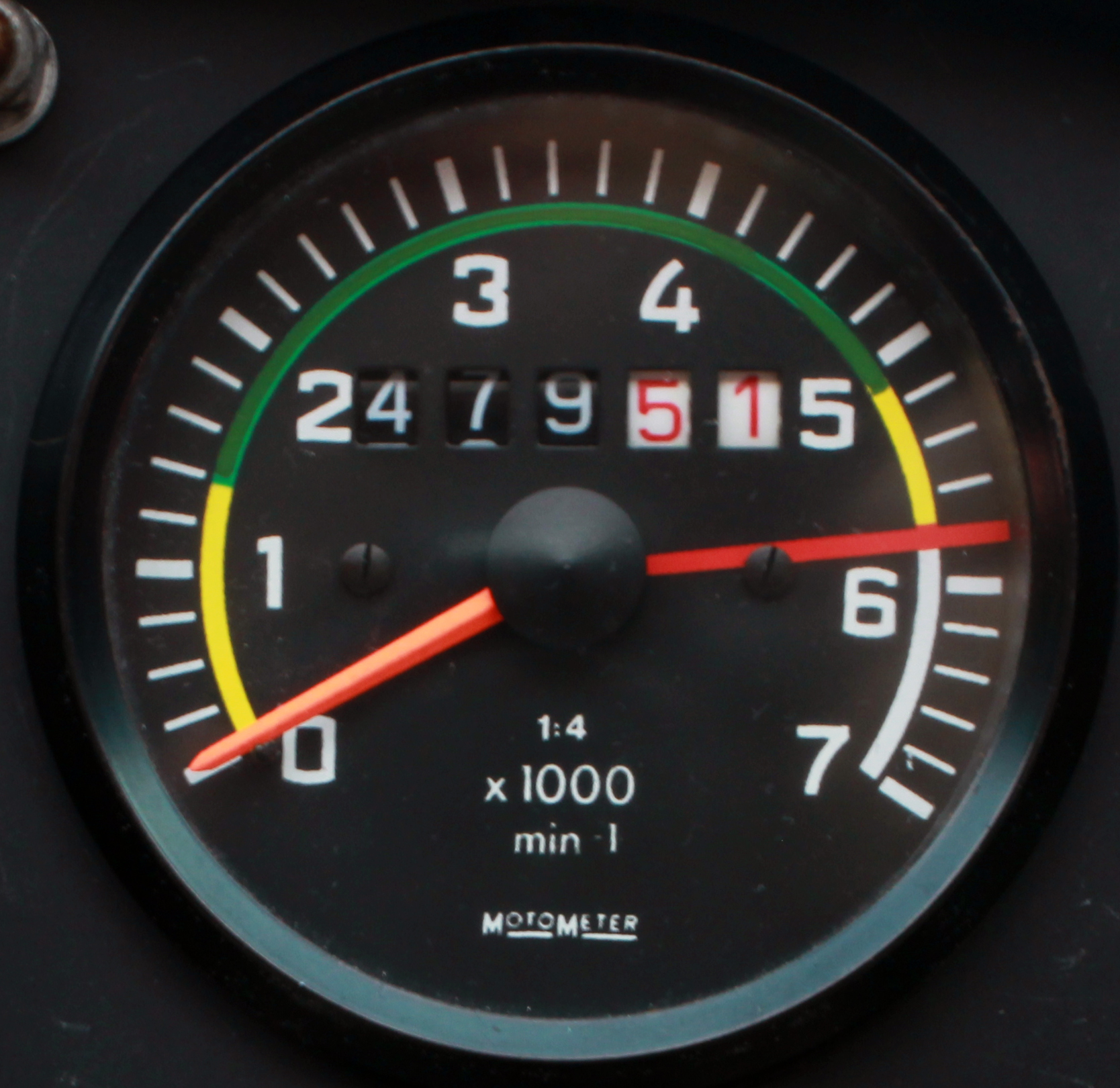
Cuentavueltas o tacómetro.

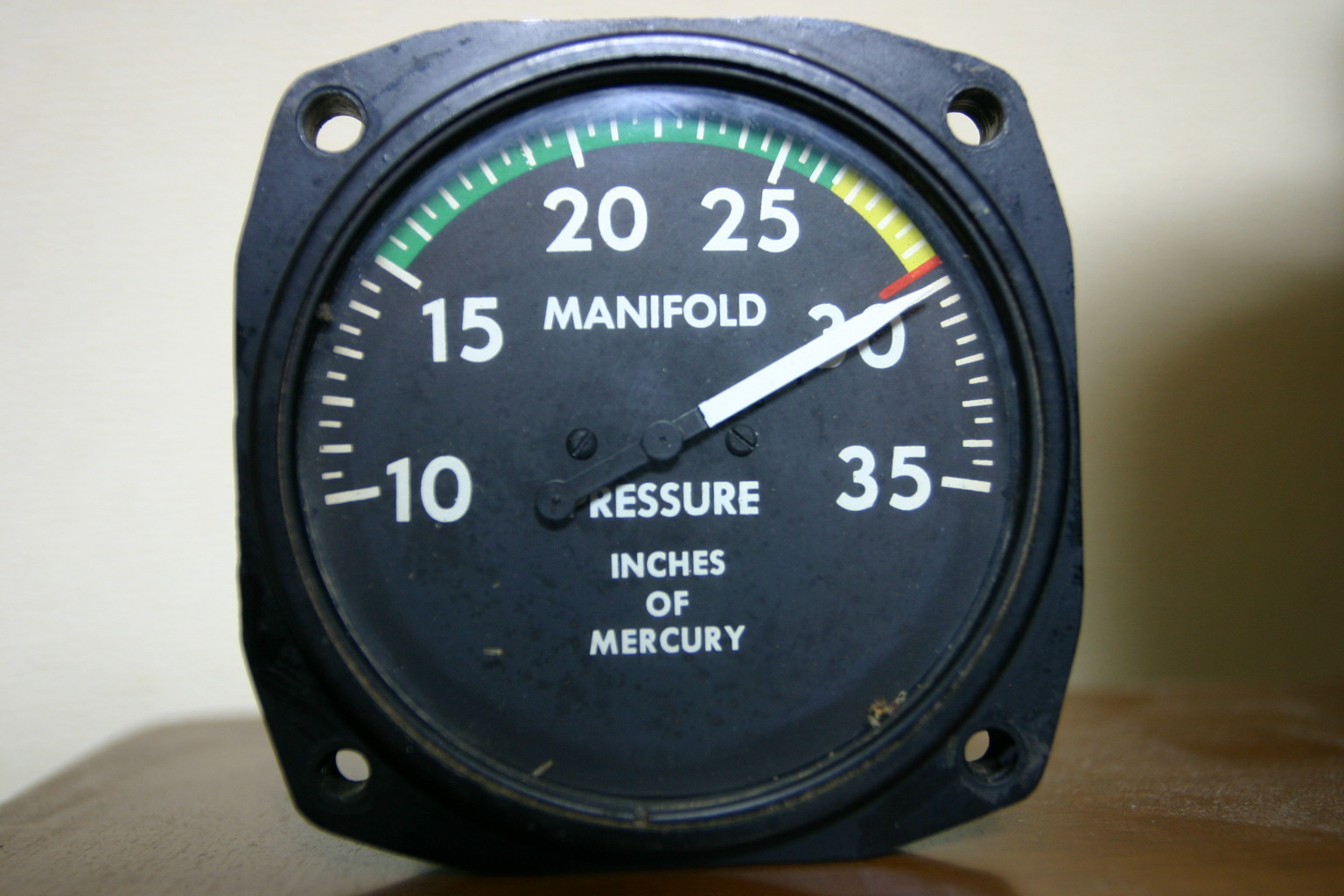
Medidor de presión de colector o MAP.

### Indicadores de potencia
Las aeronaves (aviones o helicópteros) pueden ir equipados con distintos tipos de motores según su tamaño y uso. Los principales tipos de motor comercial que se utilizan son:
- motor de combustión interna;
- motor turbohélice o turboprop;
- motor de reacción;
- turbofán.

Dependiendo del tipo de motor se eligen los instrumentos de potencia que se utilizan, por ejemplo en aeronaves de pequeño tamaño que utilizan motores de combustión interna el instrumento indicador de potencia por excelencia es
- el tacómetro, o cuentavueltas, combinado con el
- indicador de presión de admisión, el cual nos indica la carga motor.

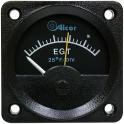
Medidor de temperatura de gases de escape (EGT).

En la mayoría de los tipos de motores de combustión interna se puede ajustar la riqueza de mezcla, en función de la altura y el régimen de vuelo (trepada, crucero, descenso) para lo cual se monitoriza la temperatura de los gases de escape (EGT o Exhaust Gas Temperature).

### Indicadores de estado de funcionamiento de motor
Los más importantes son:
- Manómetro de presión de aceite;
- temperatura de culatas;
- termómetro de aceite;
- indicadores de autonomía;
- nivel de combustible;
- caudal de combustible.

## Instrumentos de navegación

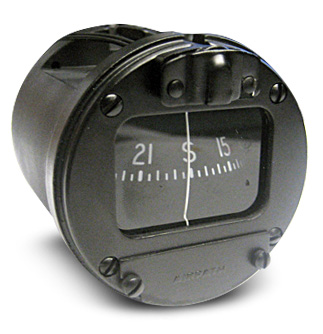
Brújula aeronáutica.

Son los instrumentos esenciales para poder orientarse y seguir la ruta deseada por parte del piloto.

### Brújula
La brújula o compás permite al piloto conocer el rumbo de la aeronave. En muchas ocasiones, la brújula se complementa con un giróscopo, cuyo movimiento es más estable y preciso.

### Indicador de rumbos o HI (heading indicator)

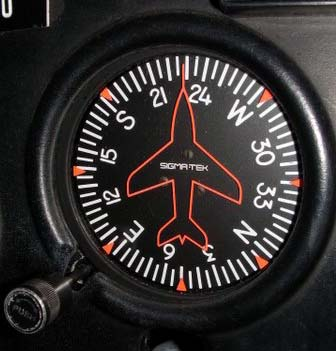
Indicador de rumbos de un avión Cessna 172.

El indicador de rumbo, o giroscopio direccional, proporciona al piloto la dirección del avión en grados magnéticos. Antiguamente también se usaba la brújula, pero debido a que esta se ve afectada por las variaciones magnéticas y si el viento es turbulento se vuelve aun menos precisa, por lo que ha quedado como un elemento obligatorio pero de uso en caso de fallo de otros instrumentos o como complemento a otros. El indicador de rumbo es muy preciso (aunque se ve afectado por la precesión) y da al piloto una indicación mucho más fácil de interpretar, aunque como todos los aviones disponen también de la brújula, con ella se toma referencia para ajustar el giro direccional.
Este instrumento, al funcionar sobre la base de un giróscopo, permite eliminar los defectos de la brújula magnética, entre otros la inexactitud en viraje. Suele accionarse con vacío en motores de émbolo, o bien eléctricamente. Es ajustable por parte del piloto para compensar con la brújula magnética. Constituyó la base del primer piloto automático, el Sperry. Erróneamente se le suele llamar giro-compás, aunque este es un dispositivo de navegación marítima.

### ADF (Automatic Direction Finder)

Indicador del ADF, en la parte inferior la frecuencia activa de una NDB y la frecuencia en espera, o standby.

Es el primero de los instrumentos de radionavegación que se montó desde los años 1930 en los aviones, se basa en captar la máxima intensidad de una señal de baja frecuencia y de gran alcance de una emisora NDB (Non-Directional Beacon) en tierra, su aguja indicará la dirección a dicha estación. Al captar la siguiente frecuencia (ver imagen) señalará la dirección de esta otra. Por triangulación sobre un mapa en el que figuran las emisoras NDB se puede conocer la posición en ese instante.

### DME (Distance measuring equipment)

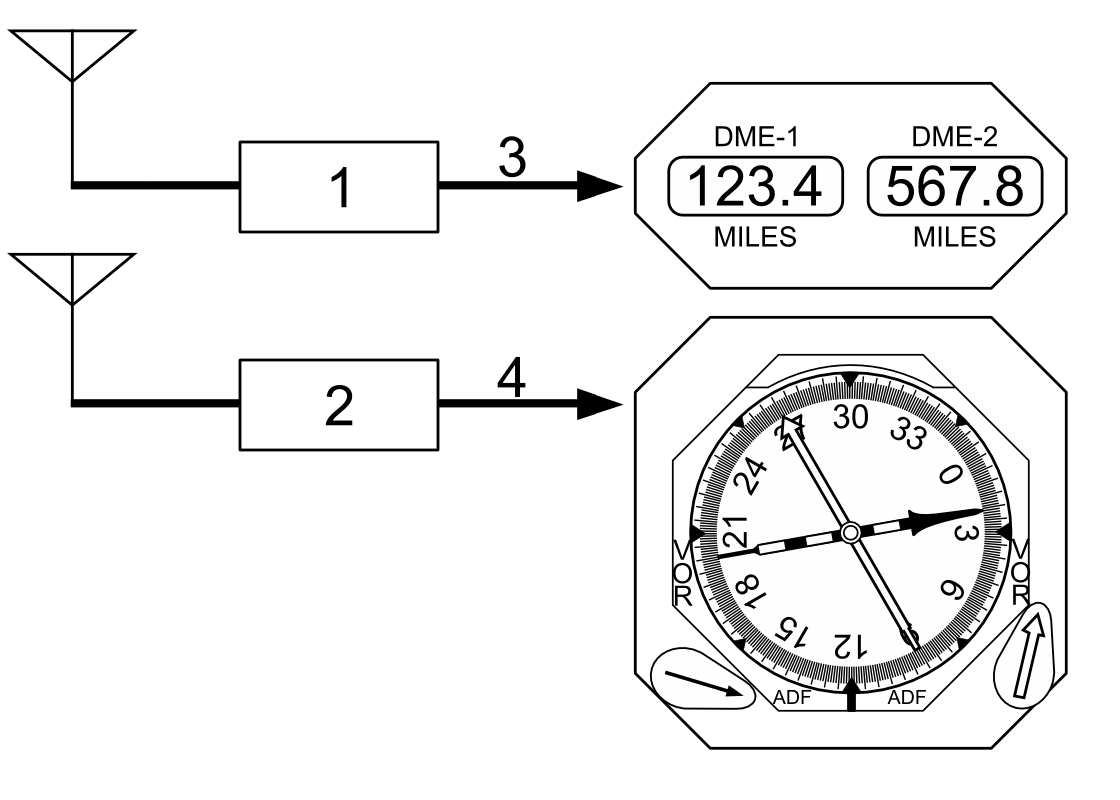
Receptor DME (superior) junto con un receptor ADF (inferior).

El equipo medidor de distancia, basado en el fundamento del tiempo de respuesta de la señal de radar, aportó la gran ventaja de que proporcionaba la distancia a la emisora cuya frecuencia se había seleccionado, mediante el cálculo de la diferencia de las señales pulsatorias de alta frecuencia.

### CDI (Course Deviation Indicator)

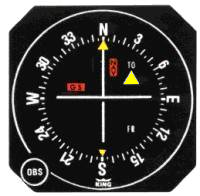
Pantalla del CDI, mostrando un posicionamiento del avión a la derecha (triángulo amarillo) y hacia el rumbo 360º, coincidente con la siguiente estación (indicación sobre el triángulo de «TO», es el código de la siguiente estación VOR).

Este dispositivo, basado en señales de muy alta frecuencia (VHF), y por tanto de alcance menor, se apoya para su funcionamiento en las antenas VOR (VHF Omnidirectional Range). Aporta sobre los anteriores la particularidad de que permite saber al piloto si se encuentra a la derecha, a la izquierda o centrado sobre el radial (rumbo a o desde la emisora VOR).

### ILS (Instrumental Landing System)

Funcionamiento del ILS: en la imagen izquierda la aeronave posee una senda de aproximación con altura escasa y desviada a la derecha del eje de la pista; en la derecha se muestra una senda centrada y con la altura adecuada.

El sistema de aterrizaje instrumental (en inglés Instrumental Landing System) es un sistema fundamental para las fases de aproximación y aterrizaje en condiciones de vuelo instrumental (IFR), especialmente de baja visibilidad (niebla, noche, problemas de visibilidad en cabina, etc.), ya que a diferencia de los anteriores dispositivos, que solo indican rumbos, este nos indica el ángulo de descenso correcto además de la alineación con el eje de la pista.

### Piloto automático (AUTOPILOT oAutomatic pilot)

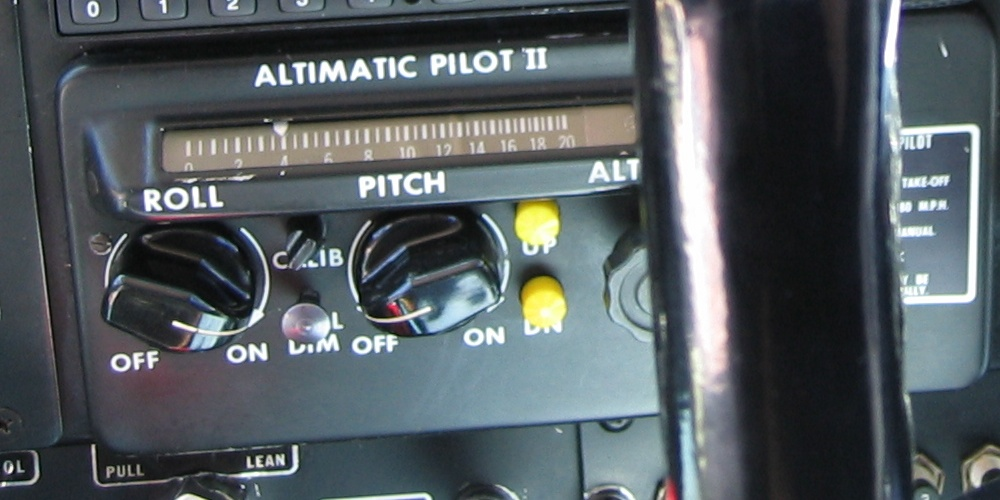
Piloto automático simple de una Piper Comanche, con los ajustes de alabeo (roll), cabeceo (pitch) y altitud.

El sistema de piloto automático fue desarrollado en la década de 1930 por Elmer Sperry. Es una de las claves que permitieron el gran desarrollo de la navegación a larga distancia, ya que posibilita automatizar el pilotaje manteniendo el rumbo, la altitud y la velocidad durante largos períodos de tiempo, descargando al piloto de esta tarea, para poder concentrarse en la navegación y la supervisión de los sistemas, especialmente del motor, así como de las comunicaciones.

### Cabina de cristal  (Glass cockpit)

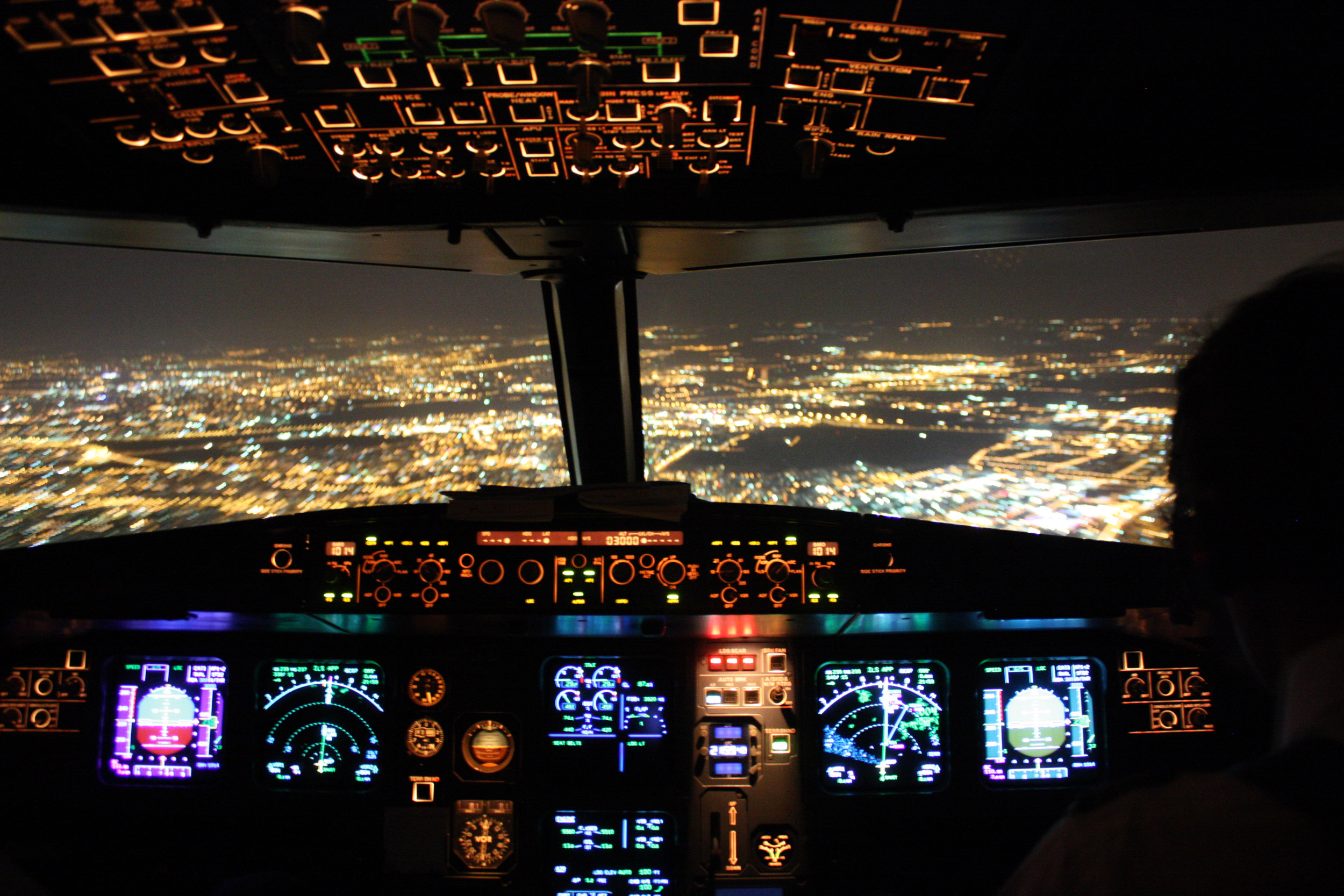
Cabina de cristal (en inglés, "glass cockpit") de un A 320

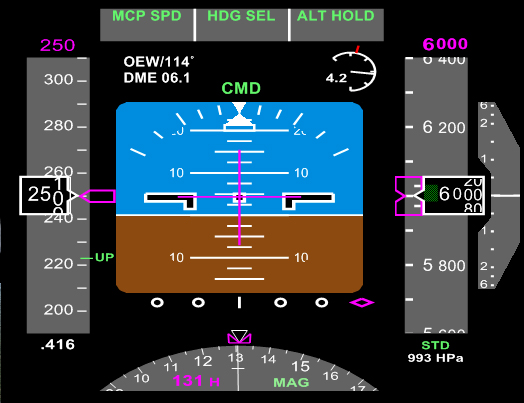
PFD (Primary Flight Display) de un Boeing 737

En este caso, hoy en día cada vez más extendido sobre todo en las aeronaves comerciales,  los instrumentos se agrupan en unas pantallas o displays que representan de la manera más clara para los pilotos la información que se ha explicado antes.
Los principales son:
- Pantalla multifunción  (MFD)]

- Primary Flight Display (PFD)

- Navigation Display (ND)

- Electronic Centralized Aircraft Monitor  (ECAM) (Airbus) / (EICAS) Engine Indicating Alerting and Crew System (Boeing)

- System Display (S/D) (Airbus)

### Sistema de gestión de vuelo (Flight Management System)

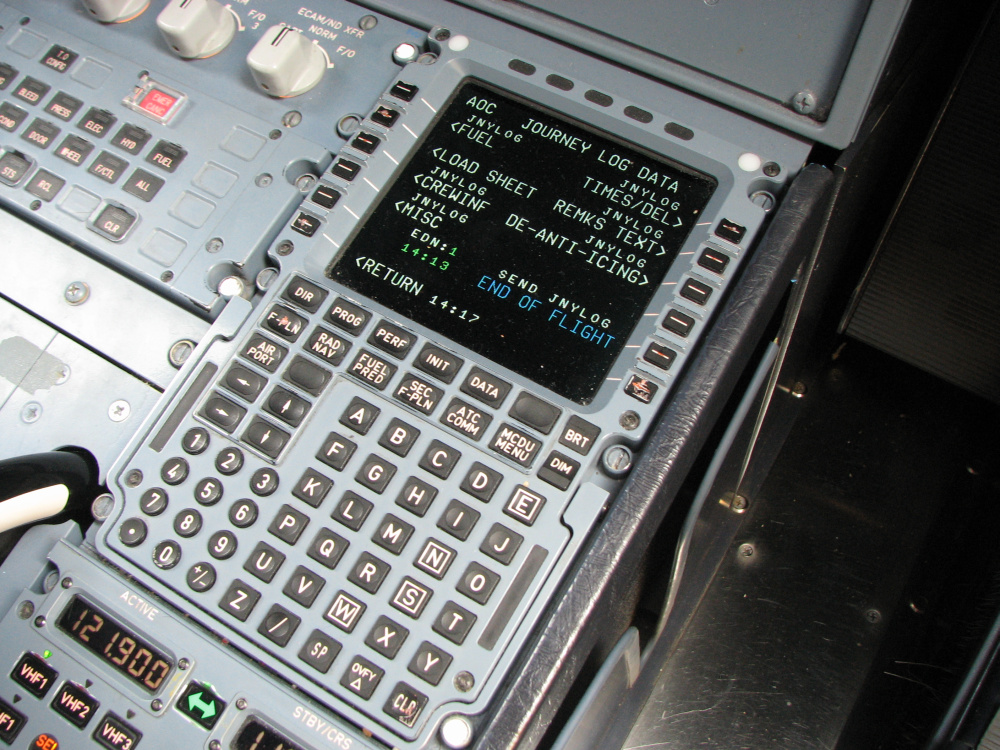
Sistema de gestión de vuelo de un Airbus A320 en la posición del copiloto.

El sistema de gestión de vuelo (también conocido por FMS, acrónimo de la denominación en inglés Flight Management System), en realidad un potente ordenador, permite programar la ruta y volar manualmente o mediante el piloto automático, además de calcular una gran cantidad de variables de la aeronave, entre las cuales las relativas a la operación de los motores, la gestión del combustible, y todos los cálculos imaginables con respecto a la navegación y el vuelo de la aeronave. El FMC (Flight Management Computer), o FMS, nombre este último más adecuado por referirse a todo el complejo en su totalidad, recibe información de prácticamente todos los instrumentos del avión. Los datos cartográficos e información referente a procedimientos de navegación, se insertan electrónicamente en el ordenador central, de la misma forma en que se renuevan las cartas de navegación, aproximación, despegue e información aeroportuaria, cambiando las hojas de papel usadas y sustituyéndolas por las nuevas.
No obstante, este sistema, por razones de redundancia, se sigue utilizando escrupulosamente. La seguridad aérea no puede depender de sistemas electrónicos que puedan fallar.